# Mis (Vasks)
Pēteris Vasks schreef zijn Missa in 2000.
Vasks was destijds nog zoekende hoe hij zich via zijn kerkmuziek het best kon uiten. In eerste instantie is de Mis geschreven voor koor a capella. Dat was niet wat de componist wilde; een versie voor orgel en koor werd gemaakt; die vond Vasks nog niet optimaal. De uiteindelijke versie is voor koor en strijkorkest. Net als bij zijn Onzevader en Dona Noba Pacem zijn teksten en muziek traditioneel aan elkaar verbonden. De strijkers zorgen ook hier voor een statigheid en ontzag, maar klinken tegelijk licht, zodat de compositie niet al te zwaar wordt. De muziek begint te lijken op de ascetische muziek van Arvo Pärt, maar daarvoor staan nog te veel noten in de partituur.

## Delen
De mis kent de normale vijfdelige structuur: Kyrie, Gloria, Sanctus, Benedictus en Agnus Dei.

## Bron en discografie
- Uitgave Ondine: Letland Omroep Koor, Sinfonietta Riga, o.l.v. Sigvards Kļava